# Beuzeville-la-Guérard
Beuzeville-la-Guérard è un comune francese di 181 abitanti situato nel dipartimento della Senna Marittima nella regione della Normandia.

## Società

### Evoluzione demografica
Abitanti censiti